# Noah Matheis
Noah Matheis, auch Noah Amos Aron Matheis (* 1981 in Starnberg) ist ein deutscher Schauspieler, Schauspielcoach und Moderator.

## Leben
Noah Matheis absolvierte von 1997 bis 1999 eine Ausbildung zum Clownspieler an der „TuT“ -Schule für Tanz, Clown & Theater in Hannover. Von 2000 bis 2001 absolvierte er ein Schauspiel-Intensivtraining an der Schule für Schauspiel Hamburg. Außerdem erhielt er privaten Schauspielunterricht.
Er stand als freiberuflicher Schauspieler für zahlreiche Film- und TV-Produktionen vor der Kamera. Nach seinen ersten Filmarbeiten ab Anfang 1998 hatte er Rollen in zahlreichen TV-Serien wie Die Pfefferkörner (2009), SOKO Wismar (2010, als junger Segler und Skipper Jano Nissen) und Küstenwache (2011) und wirkte in mehreren Kurzfilmen mit. 
Im Kino war er 2008 in der Teenager-Romanze Sommer neben Jimi Blue Ochsenknecht und Sonja Gerhardt in einer Nebenrolle als Mike zu sehen. Zu seinen Regisseuren gehörten u. a. Mike Marzuk, Nils Willbrandt und Matthias Glasner. 
In der Krimireihe Tatort verkörperte er 2010 und 2011 in zwei Filmen den LKA-Kollegen Matti. In der ZDF-Serie SOKO Leipzig (2012) spielte er das schwerverletzte Unfallopfer Florian Wimmer. In der RTL-Fernsehserie Alles was zählt (2015) stellte er in mehreren Folgen Jochen Klemm, einen Mitarbeiter des Jugendamts, dar.
Außerdem war er als Werbedarsteller u. a. für McDonald’s, Veltins, T-Mobile, OBI und die DZ Bank tätig. 
Seit 2006 arbeitet er außerdem als Schauspielcoach und Sprachcoach für TV und Werbung. Ab 2008 war er als Schauspielcoach, u. a. für die Casting-Agentur Matheis Casting & Coaching in Berlin und verschiedene weitere Auftraggeber tätig. Bei der Filmproduktionsgesellschaft Serienwerft Lüneburg arbeitet er als fester Schauspielcoach und als Stuntberater für die ARD-Serie Rote Rosen.
Noah Matheis lebt in Berlin.

## Filmografie (Auswahl)
- 1999: Vorsicht Falle!
- 2006: Die Abschlussklasse
- 2008: Sommer (Kinofilm)
- 2008: Geschichte Mitteldeutschlands: Glück ohne Ruh’ – Goethe und die Liebe (Dokumentarfilm)
- 2009: Die Pfefferkörner: Unschuldig (Fernsehserie, eine Folge)
- 2010: SOKO Wismar: Mord mit Ansage (Fernsehserie, eine Folge)
- 2010: Küstenwache: Bitterer Verdacht (Fernsehserie, eine Folge)
- 2011: Tatort: Leben gegen Leben (Fernsehreihe)
- 2011: Da kommt Kalle (Fernsehserie, zwei Folgen)
- 2012: Tatort: Die Ballade von Cenk und Valerie (Fernsehreihe)
- 2012: SOKO Leipzig: Leipzig kloppt (Fernsehserie, eine Folge)
- 2013: Fünf Freunde 2 (Kinofilm)
- 2015: Alles was zählt (Fernsehserie)
- 2016–2018: Rote Rosen (Fernsehserie, verschiedene Rollen)
- 2017: jerks.: Hindenburg (Fernsehserie, eine Folge)